# Francis Douglas
Pour les articles homonymes, voir Douglas.
Francis William Bouverie Douglas, né à Cummertrees en Écosse le 8 février 1847 et mort le 14 juillet 1865 sur le Cervin en Suisse, est un aristocrate britannique, alpiniste amateur. Après avoir effectué la première ascension victorieuse du Cervin, il meurt dans une chute lors de la descente.

## Biographie

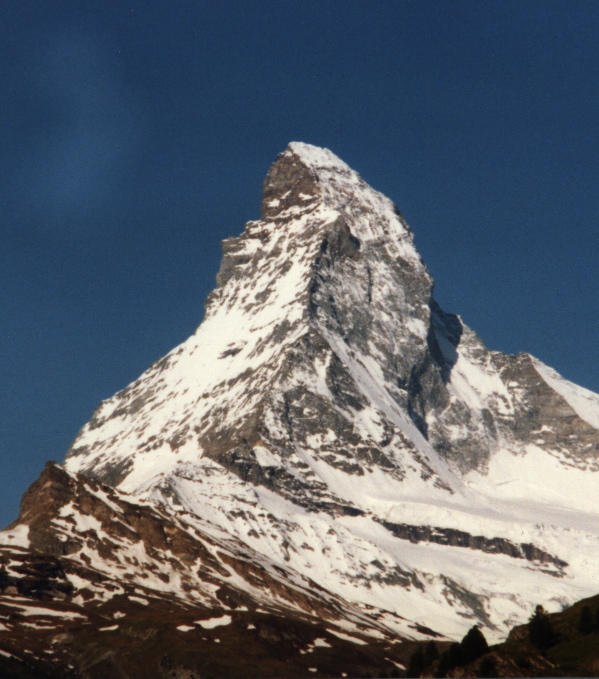
Le Cervin.

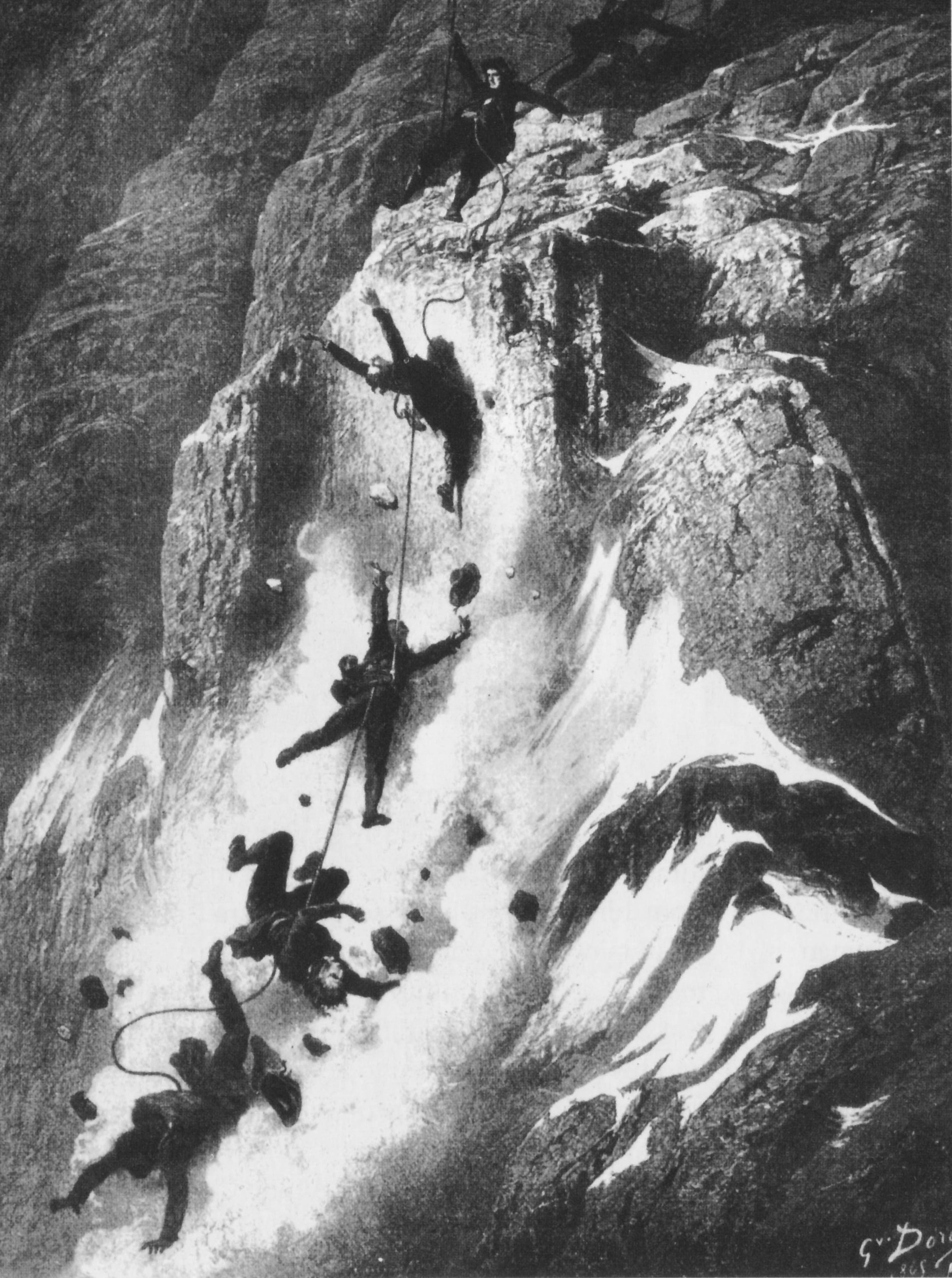
Le désastre du Matterhorn, gravure de Gustave Doré.

Francis Douglas était le fils d'Archibald Douglas (8e marquis de Queensberry) et de son épouse Caroline, fille du général William Clayton (5e baronnet) (1786 - 1866), député de la circonscription de Great Marlow (en).